# Мардан-Куик
Мардан-Куик (каз. Марданкүйік) — городище в Отрарском районе Туркестанской области Казахстана. Входит в состав Отрарского оазиса. Памятник истории и культуры местного значения Туркестанской области.

## Географическое положение
Городище Мардан-Куик находится в 7 км к северу от села Когам Отрарского района Туркестанской области Казахстана.
С древним городом был связан расположенный неподалёку некрополь, в наше время известный под названием Коныртобе.

## История
Современная историография утверждает, что поселение возникло в I веке н. э.. Как и в случае многих других городов Отрарского оазиса, его основателями стали жители государства Кангюй. Наиболее древними частями города являются цитадель и шахристан.
В VIII веке город пережил пожар. Казахстанские историки Е. Смагулов и М. Кожа утверждают, что пожар связан с завоеванием города арабами. Шахристан после пожара пришёл в упадок. Однако в IX—XII веках в стороне от цитадели сформировался рабад.
Мардан-Куик оставался достаточно крупным городом до XV века. Однако в XIII—XIV веках обжитой оставалась только восточная часть рабада. Позднее город был почти заброшен, но окончательно население покинуло город только в XVIII веке.

## Архитектура
Городище состоит из трёх бугров и примыкающей к ним площадки, окружённой стеной. Один из бугров представляет собой остатки цитадели, другой — шахристана, третий — башни, охраняющей главный въезд в город.
Бывшей цитадели соответствует подчетырёхугольный в плане плоский холм размером 55×50 м и высотой 14 м. От въездов в цитадель на юго-западном и северо-восточном склонах остались ложбины. Кое-где сохранились остатки крепостной стены и отдельных построек наиболее позднего времени. Шахристан примыкал к цитадели с юго-западной стороны. От шахристана остался овальный холм размерами 180×150 м и высотой 7—11 м. На бугристой поверхности прослеживаются остатки построек верхних строительных горизонтов. Башня у главного въезда располагалась в 15 м к западу от цитадели. Башне соответствует бугор неправильной формы, размерами 40×10—15 м и высотой 14 м. Площадка между буграми — овальной формы, размерами 60×30 м.
К шахристану примыкал подпрямоугольный в плане рабад размерами 650×250 м, окружённый стеной. Южная часть рабада плоская, северная — возвышенная, бугристая, высотой 6—7 м. В восточной части расположен округлый в плане бугор высотой 8 м.
По планировке Мардан-Куик сходен с расположенным неподалёку городищем Кокмардан. Городская застройка подразделялась на кварталы. Жилые дома состояли из одной или двух комнат. В двухкомнатных домах вторая комната была кладовой, отделённой от основного помещения капитальной стеной. Для строительства использовался кирпич-сырец.

## Исследования и охранный статус
Первую характеристику Мардан-Куика составили советские археологи Е. И. Агеева и Г. И. Пацевич. Позднее в советские годы городище обследовалось Южно-Казахстанской комплексной археологической экспедицией под руководством К. Акишева. Археологические раскопки на объекте были начаты в 1986 году и продолжены в 1987 году. В ходе раскопок была составлена характеристика жилой застройки двух периодов: IV—VI и VI—VIII веков. В 2004 году на Мардан-Куике проводились реставрационные работы.
При раскопках обнаружены как железные изделия, так и куски железной крицы, свидетельствующие о выплавке железа в городе. Среди других находок — монеты VII—VIII веков, различные бронзовые изделия, кангарская керамика. Часто встречается керамика периода после IX века, лежащая в раскопах недалеко от поверхности. В числе находок сельскохозяйственного происхождения — зерно, косточки персика и яблок, неочищенные семена хлопчатника. Наиболее же типичный подъёмный материал — керамика III—V веков.
Объект входит в список археологических памятников истории и культуры местного значения Туркестанской области Казахстана.